# Breaking Bad XXX
Breaking Bad XXX  ist eine Porno-Parodie aus dem Jahr 2012 über die Fernsehserie Breaking Bad.

## Handlung
Im Gegensatz zu der Serie geht es nicht um das Produzieren von Crystal Meth und Drogenhandel, sondern um die Pornoindustrie. Der Film gliedert sich in fünf Szenen. In der ersten ist Tasha Reign die Krankenschwester von Walters Arzt und der Doktor hat sein sexuelles Vergnügen mit ihr. Die zweite Szene dreht sich um den Geschlechtsakt mit Chanel Preston. In Szene 3 geht Walter nach seinem geschäftigen Tag nach Hause und vergreift sich sofort an seiner Frau, die von Kimberly Kane gespielt wird. Szene 4 zeigt das Setup des Governors, welches ein Dreier mit Brandy und Lexi Belle ist. In Szene 5 sind Pornos wieder legal wird ein Shooting zwischen Andy San Dimas und Brandy gemacht und von dem Regisseur Walter White gefilmt.

## Produktion und Veröffentlichung
Der Film wurde von Sweet Mess Films produziert und wird von Exquisite Films vermarktet. Regie führte David Lord und das Drehbuch schrieb Rodney Moore. Erstmals wurde der Film am 26. November 2012 in den Vereinigten Staaten veröffentlicht.

## Nominierungen
| Preis     | Kategorie                | Für                        |
| AVN Award | Best Actor               | Alec Knight                |
| AVN Award | Best Boy/Girl Sex Scene  | Kimberly Kane, Alec Knight |
| AVN Award | Best Director - Parody   | David Lord                 |
| AVN Award | Best Parody - Drama      | Sweet Mess Films           |
| AVN Award | Best Screenplay - Parody | Rodney Moore               |